# Жапура (микрорегион)

Жапура на карте.

Жапура (порт. Microrregião de Japura) — микрорегион в Бразилии. входит в штат Амазонас. Составная часть мезорегиона Север штата Амазонас. Население составляет 24 854 человека на 2010 год. Занимает площадь 72 701,899 км². Плотность населения — 0,34 чел./км².

## Демография
Согласно сведениям, собранным в ходе переписи 2010 г. Национальным институтом географии и статистики (IBGE), население микрорегиона составляет:
| Полное население                             | Полное население                             | Полное население                             | Полное население                             | 24 854 |
| -------------------------------------------- | -------------------------------------------- | -------------------------------------------- | -------------------------------------------- | ------ |
| в том числе:                                 | Городское население                          | 12 051                                       | Процент городского населения, %              | 48,49  |
|                                              | Сельское население                           | 12 803                                       | Процент сельского населения, %               | 51,51  |
|                                              | Мужское население                            | 13 242                                       | Процент мужского населения, %                | 53,28  |
|                                              | Женское население                            | 11 612                                       | Процент женского населения, %                | 46,72  |
| Плотность населения, чел/км²                 | Плотность населения, чел/км²                 | Плотность населения, чел/км²                 | Плотность населения, чел/км²                 | 0,34   |
| Население микрорегиона в % к населению штата | Население микрорегиона в % к населению штата | Население микрорегиона в % к населению штата | Население микрорегиона в % к населению штата | 0,71   |

## Состав микрорегиона
В составе микрорегиона включены следующие муниципалитеты:
1. Жапура
2. Мараан